# Isorel mou

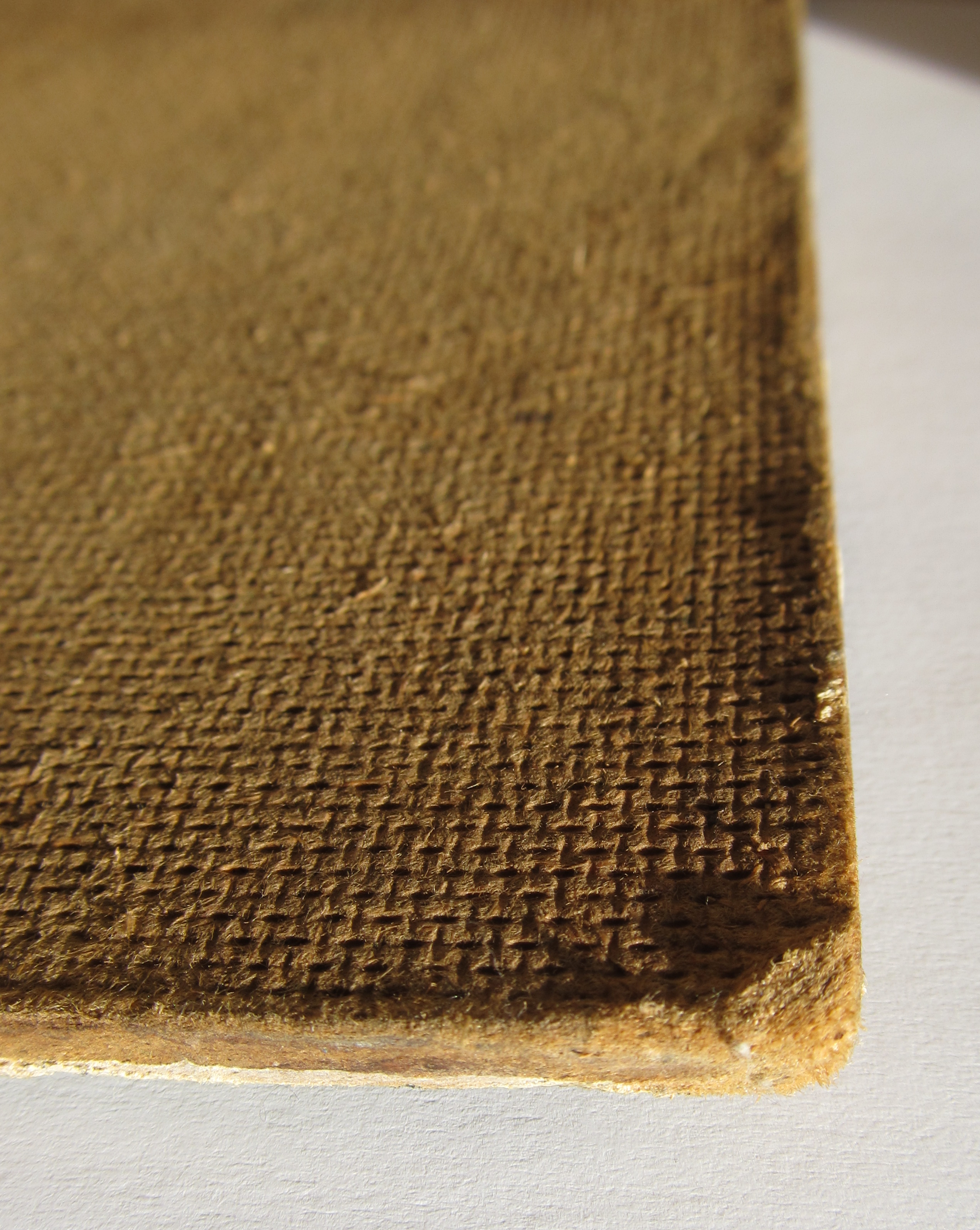
Une plaque d'isorel mou.

L'isorel mou (beaverboard en anglais) est un matériau de construction léger constitué de fibres de bois compressés en feuilles. Les plaques d'isorel mou ont occasionnellement été utilisées comme support de peinture, notamment pour l'iconique American Gothic de l'artiste américain Grant Wood.